# Gröngölingsboken
Se även Gröngölingshandboken
Gröngölingsboken är titel på ett antal böcker som utgivits av Hemmets Journals förlag, senare Egmont/Richter. Namnet kommer troligtvis från den fiktiva Gröngölingshandboken från Kalle Ankas universum.
Böckerna, som är illustrerade med miljöer hämtade från Disneys fiktiva scoutkår "gröngölingarna", innehåller råd och tips om friluftsaktiviteter och pyssel. 
- Gröngölingsboken. Handbok för händiga pojkar och flickor (1972, ny upplaga 1992, troligen italienskt original, övers.: Ingrid Emond)
- Gröngölingsboken 2. Tips för stora och små gröngölingar (1975, troligen italienskt original, övers.: Ingrid Emond)
- Gröngölingsboken 3. Gröngölingarnas handbok med massor av tips (1981, originaltitel: Manuale del Gran Mogol, övers.: Ingrid Emond)

Ny serie
- Nya Gröngölingsboken 1, Ut i naturen (1995, ny upplaga 2006, originaltitel: Junior Woodchuck manual av Jean-Jacques Cartry under ledning av Martine och Daniel Sassier, ill.: Estudio Guëll, övers.: Gunilla Wall)
- Nya Gröngölingsboken 2, Massor av skoj (1996, originaltitel: Junior Woodchuck manual av Jean-Jacques Cartry under ledning av Martine och Daniel Sassier, ill.: Estudio Guëll, övers.: Susanne Nobel)
- Nya Gröngölingsboken 3, Handbok i vildmarken (1998, originaltitel: Junior Woodchuck manual av Jean-Pierre Bernier, ill.: Fernando Guëll, övers.: Anna Ling Meijer.)
- Nya Gröngölingsboken 4, Vår magiska värld (1999, originaltitel: Making magic with the Junior Woodchucks av Jean-Pierre Bernier, ill.: Fernando Guëll, övers.: Thomas Löwhagen.)
- Gröngölingsboken 5, Uppe i det blå (2000, originaltitel: Manual of the sky av Jean-Pierre Bernier, ill.: Fernando Guëll, övers.: Thomas Löwhagen)
- Gröngölingsboken 6, Alla tiders mat (2001, originaltitel: Manual of food and cooking av Jean-Pierre Bernier och Marianne Comolli; illustr.: Fernando Güell ; övers.: Christian Thurban)
- Gröngölingsboken 7, På tur i naturen (2002, originaltitel: The Woodchuck scouts handbook, övers.: Thomas Löwhagen)